# ReiseKomfort Ticket

Logo des ReiseKomfort Tickets

Das ReiseKomfort Ticket war ein Dachtarif zu den Tarifen in der ehemaligen Verkehrsgemeinschaft Müritz-Oderhaff, angeboten ab der Tageskarte.
Es galt in den Landkreisen Mecklenburgische Seenplatte und Vorpommern-Greifswald. Der SPNV der Deutschen Bahn war dabei zum ersten und bisher letzten Mal in einen örtlichen Tarif integriert.
Zum Jahresende 2015 wurde das ReiseKomfort-Ticket in der bisherigen Form abgeschafft.

## Beteiligte Verkehrsunternehmen
Folgende Verkehrsunternehmen erkannten den Tarif zuletzt an:
- Mecklenburg-Vorpommersche Verkehrsgesellschaft
- Anklamer Verkehrsgesellschaft
- Ostseebus
- Verkehrsbetrieb Greifswald-Land
- Omnibusbetrieb Jörg Pasternack
- Personenverkehr Müritz
- Verkehrsgesellschaft Uecker-Randow
- B.B.-Reisen GmbH Neustrelitz
- Verkehrsbetrieb Greifswald
- Neubrandenburger Verkehrsbetriebe
- DB Regio Nordost